# Gönnersdorf (Eifel)
Gönnersdorf település Németországban, Rajna-vidék-Pfalz tartományban. Lakosainak száma 492 fő (2023. december 31.).

## Népesség
A település népességének változása:
| Lakosok száma | 443  | 474  | 491  | 484  | 488  | 492  |
|               | 1975 | 2017 | 2019 | 2021 | 2022 | 2023 |